# Gold: The Very Best of Barry White
Gold: The Very Best of Barry White è un greatest hits del cantante statunitense Barry White, pubblicato postumo nel 2005 dalla 20th Century Records.

## Tracce
1. Love's Theme - 4:06
2. I'm Gonna Love You Just a Little Bit More Baby - 3:55
3. I've Got So Much to Give - 3:07
4. Never Never Gonna Give You Up - 7:57
5. Honey Please, Can't Ya See - 5:09
6. Can't Get Enough of Your Love, Babe - 4:03
7. You're the First, the Last, My Everything - 3:25
8. Satin Soul - 4:12
9. What Am I Gonna Do with You - 3:39
10. I'll Do for You Anything You Want Me To - 4:10
11. Let the Music Play - 3:28
12. You See the Trouble with Me - 3:30
13. Baby We Better Try to Get It Together - 4:23
14. Walking in the Rain (With the One I Love) - 4:49
15. It May Be Winter Outside (But in My Heart It's Spring) - 4:28
16. My Sweet Summer Suite - 7:12
17. Don't Make Me Wait Too Long - 3:19
18. I'm Qualified to Satisfy You - 3:07
19. It's Ectasy When You Lay Down Next to Me - 6:51
20. Oh, What a Night for Dancing - 3:16
21. Playing Your Game Baby - 3:34
22. Just the Way You Are - 4:49
23. It's Only Love Doing Its Thing - 3:51
24. Sha La La Means I Love You - 7:29
25. Beware - 4:54
26. Change - 6:14
27. I've Got So Much to Give - 3:08
28. Sho' You Right - 7:44
29. Practice What You Preach - 4:01
30. I Only Want to Be with You - 5:04